# Дом Майкапара (Таганрог)
Дом Майкапара — угловое здание, построенное во второй половине XIX века в городе Таганроге Ростовской области. Располагается по адресу Итальянский переулок, 6 и по Улице Петровской, 59.

## История
Трёхэтажный кирпичный дом на углу Петровской улицы и Итальянского переулка в городе Таганроге был построен в 1872 году на средства купцов Майкапаров. В 1915 году дом оценивался также, как и Дворец Алфераки, в 70 тысяч рублей.  Купцы строили здание с целью устройства в нём торговли мануфактурой, музыкальными товарами, мебелью и др. Предполагалось открыть здесь также обувные, галантерейные, хозяйственные магазины. Сами Майкапары больше известны тем, что членом их семьи был композитор Самуил Моисеевич Майкапар, автор учебных пособий для музыкальных учебных заведений. Пьесы Майкапара «Миниатюры» и «Бирюльки» входят в школьную программу. Композитор написал для детей около 200 музыкальных произведений.
В конце XIX века здание было куплено Яковом Михайловичем Серебряковым. После смерти Серебрякова владельцем дома до 1925 года стал его сын Георгий. В это время с Петровской улицы в здании было две входные двери, одна из них вела в книжный магазин, с двух сторон от неё были устроены две витрины.
В этом здании в 1882 году был открыт первый в Таганроге магазин нотной и музыкальной литературы, принадлежащий А. И. Краснеру. В мае 1882 года в 9 часов вечера после закрытия магазина в нём произошел пожар, в котором сгорела вся литература. Этот магазин позднее отошел Г. Б. Городецкому, который продал его в 1910 году К. В. Василевскому. В магазине продавались художественные, технические книги, учебная литература для училищ и школ, наглядные пособия, картины, портреты писателей. В магазине можно было подписаться на периодические издания и купить театральные билеты.
В этом же доме был магазин «Прогресс», в котором продавали оружие, охотничьи принадлежности, фильтры «Дельфин» и др. Магазин принадлежал купцу Г. В. Негло.
В годы советской власти на первом этаже дома работали магазины «Горкультмага», позднее — магазин книжного отдела государственного издательства  («КОГИЗ»). С 1935 года со стороны Итальянского переулка здесь был уголовный розыск. В подвалах здания держали заключённых, на верхних этажах размещалась контора нотариуса.
В годы Великой Отечественной войны, при немецкой оккупации города в ноябре 1941 года был взорван дом около кинотеатра «Рот-Фронт», в нём была немецкая комендатура, биржа труда и столовая для офицеров. После этого в дом по Итальянскому переулку перевели биржу труда, позднее здесь размещались райкомы партии и ВЛКСМ Ленинского райкома Таганрога.
В 2000-е годы в здании находилась архитектурно-планировочная мастерская, разрабатывающая документацию для других мелких организаций, дом книги, магазин по продаже одежды по каталогам из Франции и Италии.

## Описание
Трехэтажное кирпичное здание по Итальянской переулку д. 6 скошено в его угловой части. На углу дома и в его левой части устроены входы в здание. Первый этаж центральной части дома рустрован. Окна на первом этаже обрамляют простые пилястры. Здание имеет межэтажные карнизные пояса, венчающий карниз. Окна второго этажа имеют декоративные сандрики.
Здание является памятником архитектуры, истории и культуры.